# Мерфи, Тимоти Патрик
Тимоти Патрик Мерфи (англ. Timothy Patrick Murphy, 3 ноября 1959 — 6 декабря 1988) — американский актёр.
Мерфи начал свою актёрскую карьеру в подростковом возрасте в нескольких рекламных роликах, а в 1978 года состоялся его актёрский дебют на телевидении в мини-сериале «Столетие». На большом экране Мерфи впервые появился в 1981 году в исторической ленте «Меч Бусидо». Наибольшую популярность ему принесла роль Микки Троттера в популярной мыльной опере «Даллас», где он снимался с 1982 по 1983 год.
Мерфи умер от СПИДа 6 декабря 1988 года в Шерман-Оукс, штат Калифорния, в возрасте 29 лет. Похоронен на кладбище Голливуд-Хилс в Лос-Анджелесе. В одном из интервью Мерфи признался, что у него был роман с актёром Брэдом Дэвисом, который также был болен СПИдом и в 1991 году совершил самоубийство.
Его младший брат Патрик Шон Мерфи погиб во время нападений на Всемирный торговый центр 11 сентября 2001 года.